# 吉岡直一
吉岡 直一（よしおか なおいち、1853年11月1日（嘉永6年10月1日） - 1911年（明治44年）10月6日）は、日本の政治家、衆議院議員（2期）。

## 経歴
摂津国西成郡上福島村(現・大阪府大阪市福島区)に生まれる。石鹸製造業に従事する。農業を営み、上福島村会議員、学務委員、大阪府会議員、大阪場博物評議員、日本赤十字社特別社員となる。
1898年3月の第5回衆議院議員総選挙において大阪4区から自由党公認で立候補して初当選。同年8月の第6回衆議院議員総選挙では日吉倶楽部から立候補して再選を果たした。1902年の第7回衆議院議員総選挙不出馬。1911年に死去した。